# Kalai
Kalai är ett underdistrikt i Bangladesh. Det ligger i den nordvästra delen av landet, 190 km nordväst om huvudstaden Dhaka.
Trakten runt Kalai består till största delen av jordbruksmark. Runt Kalai är det mycket tätbefolkat, med 1 095 invånare per kvadratkilometer.